# Kamel Assaad
Pour les articles homonymes, voir El Assaad.
Kamel El Assaad (10 février 1932 - 25 juillet 2010) est un homme politique libanais.

## Biographie
Originaire d'une grande famille féodale du Sud-Liban, les « Bakawét » (titre de noblesse pluriel d’un « Bék » donné par les sultans ottomans à quelques grandes familles libanaises au début du XVIIIe siècle). Il remplacera son père (Ahmad El Assaad) au début des années 1960 au siège de député de Bint-Jbeil, puis il occupera entre 1964 et 1992 le siège de député de Hasbaya-Marjeyoun.
Il sera à plusieurs reprises président du Parlement libanais, entre mai et octobre 1964, puis entre mai et octobre 1968 et enfin, de 1970 à 1984. Il présidera les sessions parlementaires qui ont vu l'élection des présidents Elias Sarkis, Bachir Gemayel (dont il était proche) et Amine Gemayel.
Kamel El Assaad quittera le perchoir en 1984, à la suite des interventions syriennes dans la politique interne du Liban et les crises politiques liées à la ratification de l'Accord du 17 mai entre Israël et le Liban.
Kamel El Assaad est président d'un petit parti politique, le Parti Social-Démocrate.
Il échouera dans les élections législatives organisées par la Syrie en 1992, 1996 et 2000 sous l'influence des milices pro-syriennes et pro-iraniennes, appellera au boycott des élections en 2005 et ne se présentera pas en 2009.
Kamel El Assaad entretient des relations très tendues avec le mouvement pro-syrien Amal et pro-iranien le Hezbollah.
Il meurt le 25 juillet 2010.

## Vie privée
Issu d'une grande famille chiite féodale "El Assaad" du sud du Liban, Kamel Asaad portait le titre de "Bakaweit" (titre de noblesse pluriel de "Beik" accordé à quelques familles riches du Liban au début du dix-huitième siècle). Il fit ses études primaires et secondaires à l'Ecole de la Sagesse (arabe : مدرسة الحكمة) à Beyrouth, et poursuivit avec une licence en droit à l'Université de Paris.
Son père Ahmed al-Asaad a précédé son fils en tant que président du Parlement libanais de juin 1951 à mai 1953. Sa mère est Fatima El Assaad.